# Maailman toisella puolen
Maailman toisella puolen (in finlandese "Nell'altro lato del mondo") è il secondo singolo tratto dal terzo album di studio, III, della band rock finlandese Haloo Helsinki!, pubblicato il 30 novembre 2012 dalla EMI Music Finland.
Nel giugno del 2011 il singolo divenne disco d'oro per poi diventare disco di platino.
Il singolo entrò nella Suomen virallinen lista raggiungendo la terza posizione nella classifica dei singoli più venduti e la seconda posizione nella classifica degli album più scaricati.

## Video
Il video musicale è stato pubblicato sull'account di VEVO il 13 maggio 2012.

## Tracce
Testi di Elisa Tiilikainen, Jarmo Mykkänen e Leo Hakanen, musiche di Leo Hakanen e Rauli Eskolin.
1. Maailman toisella puolen – 3:50

## Classifica
| Classifica           | Massima posizione |
| -------------------- | ----------------- |
| Finlandia            | 3                 |
| Finlandia (digitale) | 2                 |
| Finlandia (radio)    | 50                |